# كوم الشهيد
قرية كوم الشهيد هي إحدى القرى التابعة لمركز منفلوط في محافظة أسيوط في جمهورية مصر العربية. حسب إحصاءات سنة 2006، بلغ إجمالي السكان في كوم الشهيد 5129 نسمة، منهم 2761 رجل و2368 امرأة.